# Karl Hess: Toward Liberty
Karl Hess: Toward Liberty es un corto documental de 1980 sobre el anarquista Karl Hess, producido por Roland Hallé y Peter W. Ladue. Esta película se hizo gracias a la valiosa ayuda de varios profesores y estudiantes de algunas universidades de Estados Unidos. En 1981 ganó el premio Óscar al mejor corto documental.